# Ложная слепота (роман)
«Ложная слепота» (англ. Blindsight) — научно-фантастический роман канадского писателя-фантаста Питера Уоттса, впервые опубликованный издательством Tor Books в 2006 году. Номинировался на премии «Хьюго», «Локус» и премию Джона В. Кэмпбелла. В России издан в 2009 году издательством «АСТ». Роман, действие которого происходит в будущем, описывает появление на окраине Солнечной системы инопланетного космического корабля и попытку земной экспедиции вступить с ним в первый контакт. «Ложная слепота» исследует темы личности, сознания, свободы воли, искусственного интеллекта, теории игр, нейробиологии и эволюции человека. Английская версия книги выпущена под лицензией Creative Commons и доступна для чтения в сети. В 2014 году был опубликован роман-продолжение — «Эхопраксия».

## Сюжет
В 2082 году вокруг Земли появляются и тут же сгорают 65536 (то есть ровно 216) зондов. Так человечество узнаёт, что оно не одиноко во Вселенной. Для исследования чужеродного объекта, находящегося далеко за орбитой Плутона, с Земли отправляется корабль «Тезей» с командой учёных для установления первого контакта. «Тезей» оснащён двигателем, работающим на антиматерии. Квантовые числа антиматерии «Тезей» получает по лазерному лучу от станции генерации антиматерии, работающей на околосолнечной орбите, поэтому корабль может двигаться только вдоль лазерного луча. Помимо этого, «Тезей» в состоянии перестраиваться, наращивать свою массу и производить любые материалы и устройства, программируемые экипажем. Команда корабля, находящаяся всё время полёта в состоянии анабиоза, включает наблюдателя Сири Китона (от лица которого ведётся повествование), биолога Исаака Шпинделя, военного специалиста Аманду Бейтс и лингвиста Сьюзен Джеймс (которую также называют Бандой четырёх, так как в её сознании живут четыре личности). Командует экипажем Юкка Сарасти, «вампир» — представитель вымершего вида человека, впоследствии восстановленного средствами генетики. По своим интеллектуальным способностям вампиры во многом превосходят людей и биологически стоят выше них в пищевой цепи, из-за чего экипаж испытывает страх перед своим командиром.
Первоначально корабль направляется в пояс Койпера к предполагаемому источнику зондов — комете Бернса-Колфилда. Однако за время пути «Тезея» до кометы, действительно оказавшейся искусственным объектом, добираются уже земные зонды, и она самоуничтожается. «Тезей» направляют к другому, новооткрытому объекту: это скрытый в облаке Оорта (на расстоянии половины светового года от Земли) коричневый карлик Большой Бен массой в 10 Юпитеров. Большой Бен окружен сотнями тысяч беспилотных ракет, но среди них экипаж «Тезея» обнаруживает то, за чем летел: инопланетный космический корабль размером с город. Как и «Тезей», этот объект способен достраивать и совершенствовать самого себя, но намного быстрее. Землянам удается вступить в контакт с пришельцем, называющим себя «Роршахом», и вести с ним осмысленные на первый взгляд переговоры, однако постепенно учёные осознают, что имеют дело с «китайской комнатой»: «Роршах» отвечает на вопросы землян записями земных же радиопереговоров, не понимая их смысл и будучи не в состоянии сообщить людям какую-либо новую информацию. Земляне решаются приблизиться к «Роршаху» и попасть внутрь.
Поначалу «Роршах» кажется людям пустым и непригодным для жизни: сильнейшие магнитные поля и высокий уровень радиации приводят в негодность земное оборудование и вызывают у людей галлюцинации и лучевую болезнь, однако высокотехнологичные машины «Тезея» каждый раз возвращают учёным потерянное здоровье. Постепенно земляне понимают, что обитатели «Роршаха» могут скрыться от взгляда одного человека, уходя из центра его поля зрения во время передвижений взгляда — саккад (см. саккадическое подавление). Тем не менее, учёным удаётся сначала убить одного из инопланетян, а потом и захватить нескольких пришельцев — многоногих существ без центрального мозга, похожих на земных офиур, которых экипаж прозвал «шифровиками». Во время одной из таких вылазок в «Роршах» погибает Исаак Шпиндель, и пост корабельного биолога переходит к Роберту Каннингему, до этого пребывавшему на борту корабля в состоянии анабиоза.
Исследуя пойманных «шифровиков», экипаж «Тезея» приходит к парадоксальному выводу: инопланетяне по интеллекту превосходят людей, но не обладают разумом в человеческом понимании, не имеют сознания и не воспринимают себя как личности. Более того, само понятие сознания для них бессмысленно, а распространяющиеся вокруг Солнца радиосигналы — земные радио- и телепередачи, всё содержание которых основано на естественной для людей концепции сознания — выглядят информационным мусором, диверсией, призванной нанести урон принимающей стороне, которая вынуждена тратить время и ресурсы на его расшифровку.
Юкка нападает на Сири Китона с ножом и выводит его из строя — в изоляции Китон вынужден задуматься о своём статусе безучастного и безмолвного наблюдателя. Он стал хуже воспринимать окружающих как наблюдатель, став почти нормальным.
В отрыве от родных условий «Роршаха» здоровье пленных инопланетян быстро ухудшается. Земляне решают подвести «Тезей» ближе к «Роршаху», чтобы продлить «шифровикам» жизнь. Однако вскоре после этого «Тезей» подвергается атаке со стороны «Роршаха», получая серьёзные повреждения, и пленникам удается сбежать, захватив с собой одного из землян, биолога Каннингема. Сарасти делится с Сири Китоном своими планами: поскольку «Роршах» неизбежно будет угрожать Земле, его надо уничтожить ценой своих жизней, используя наполненные антиматерией топливные баки. Продуманный план почти срывается, когда новая, созданная «Роршахом» личность в голове Банды Четырех захватывает управление кораблем, а Сарасти впадает в припадок при виде крестообразных решёток: его лекарства были подменены. Тем не менее, искусственный интеллект корабля, Капитан, оказывается в состоянии хотя бы отчасти восстановить контроль над ситуацией; он с помощью одного из военных роботов вживляет в тело Сарасти оптический разъём и управляет вампиром напрямую. Прежде чем уничтожить себя вместе с «Роршахом», «Тезей» успевает запустить Сири в космос в спасательном челноке — Сири должен лично донести до человечества информацию о «Роршахе» и ему подобных.
Челнок Сири не может найти лазерный луч, из-за чего не может набрать необходимую скорость, и продолжительность его обратного полёта к Земле многократно увеличивается. Сири основную часть времени находится в анабиозе, в короткие минуты пробуждений прислушивается к радиопередачам, понимая, что на Земле произошли перемены в худшую сторону: вампиры взбунтовались и истребляют обычных людей. Он всё больше сомневается, стоит ли ему возвращаться. Он относится к пережитому философски, размышляя, что со временем он может оказаться последним разумным существом во Вселенной.

## Персонажи
Команда «Тезея» состоит из девяти учёных, но четверо из них пребывают в анабиозе как сменщики-дублёры основной группы. Трое дублёров до самого конца повествования так и не выходят из анабиоза, погибая вместе с кораблем.
- Сири Китон, наблюдатель-«синтет», протагонист романа и рассказчик. Его роль в экспедиции — вести летопись первого контакта и, что не менее важно, наблюдать за коллегами-учёными; другие члены экспедиции недолюбливают его, называя «комиссаром». В детстве Сири по медицинским показаниям удалили левое полушарие мозга, и он потерял способность к эмпатии; он вынужден анализировать чужое поведение и сознательно разрабатывать собственную ответную реакцию.
- Юкка Сарасти, командир экспедиции, вампир — генетически усовершенствованный сверхчеловек-хищник. Обладая более острым интеллектом, чем подчиненные-люди, он в состоянии видеть проблему с нескольких сторон одновременно и использовать насилие как инструмент научного исследования. Мозг Сарасти напрямую соединён с бортовым компьютером «Тезея» через нейрокомпьютерный интерфейс. Слабым местом вампиров является страх перед крестами — любыми прямыми углами и перекрещивающимся объектами; чтобы выполнять свои функции, Сарасти вынужден принимать специальные препараты-«антиэвклидики».
- Исаак Шпиндель, биолог и врач, занятый как исследованием инопланетян, так и заботой о здоровье членов экипажа. Мягкий и доброжелательный Шпиндель является киборгом со многими вживлёнными имплантатами, и приборы в его лаборатории являются продолжением его тела.
- Майор Аманда Бейтс, военный специалист, призванный вступить в бой в случае, если пришельцы окажутся агрессивными. Как и Шпиндель, она — киборг с имплантатами, превращающими её в первоклассного бойца. Майор Бейтс командует целой армией роботов-солдат, конструируемых и изготовляемых системами «Тезея».
- «Банда Четырёх», лингвист с расщеплённой личностью: в теле женщины-учёной сосуществуют четыре различные личности. Во вселенной «Ложной слепоты» это состояние считается не психическим расстройством, а «многоядерным» преимуществом. В финале романа в теле «Банды» возникает новая, пятая личность, подавляющая остальных.
  - Сьюзан Джеймс, первоначальная личность, возглавляющая группу.
  - Мишель, тихая и застенчивая личность, влюблённая в Исаака Шпинделя.
  - Саша, грубая и агрессивная личность, враждебно относящаяся к Сири Китону.
  - Головолом, единственная мужская личность, редко появляющаяся на свет и занятая решением особо сложных задач.
- Роберт Каннингем, биолог и врач, дублёр Исаака Шпинделя. Его извлекают из анабиоза после гибели Шпинделя, и именно он занимается исследованием пойманных «шифровиков». В отличие от Шпинделя, Каннингем — язвительный и саркастичный человек.

В воспоминаниях Сири Китона также появляются жители Земли: его друг детства Роберт «Паг» Паглиньо; нелюбимая мать Хелен, в конце жизни уединившаяся в срежиссированной виртуальной реальности; отец, сотрудник спецслужб, из-за командировок редко бывающий дома; и девушка-психолог Челси, находившаяся с Сири в странных любовных отношениях.

## Основная тема

Куб Неккера. Можно видеть, что куб повернут к нам левой стороной или правой, но невозможно видеть и то, и другое одновременно

В романе поднимаются вопросы работы мозга, восприятия им информации, разницы между интеллектом и разумом. Название романа взято от неврологического заболевания «ложная слепота», при котором человек может смотреть на отдельные предметы, но не воспринимать картину в целом.
Уоттс приводит в конце книги список использованной литературы: 144 книги и журнала, среди которых Science, Nature, Scientific American, с подробными объяснениями, откуда взялись те или иные идеи. Одну книгу Уоттс упоминает особо — это «Быть никем» Томаса Метцингера.